# Láadan
Láadan – sztuczny język stworzony przez Suzette Haden Elgin na potrzeby powieści science fiction Native Tongue, opisującej przyszłe społeczeństwo amerykańskie.

## Fonologia
Fonologia láadanu jest dosyć nietypowa.

### Tony
Láadan jest językiem tonalnym. Używa czterech różnych tonów:
- lo — /lō/ lub /lò/, krótka samogłoska o intonacji niskiej lub średniej, zapisywana pojedynczą literą bez akcentu
- ló — /ló/, krótka samogłoska o intonacji wysokiej, zapisywana pojedynczą literą z akcentem
- loó — /lǒː/, długa samogłoska o intonacji wznoszącej, zapisywana dwiema literami, z których druga jest akcentowana
- lóo — /lôː/, długa samogłoska o intonacji opadającej, zapisywana dwiema literami, z których pierwsza jest akcentowana

Elgin woli opisywać swój język jako zawierający jeden ton (wysoki), a nie cztery. W jej analizie láadan nie dopuszcza podwójnych (długich) fonemów. Tam, gdzie dwie jednakowe samogłoski mogłyby się spotkać w jednym morfemie, jedna z nich jest oznaczana wysokim tonem. Słowa máa i maá są dopuszczalne, ale maa nie. Słowo Láadan ma trzy sylaby: lá- z krótką samogłoską /a/ i wysokim tonem; -a z krótkim /a/ i bez tonu oraz -dan. (Kiedy dodanie afiksu spowodowałoby spotkanie identycznych samogłosek, epentetyczne /h/ zostanie dodane aby uniknąć niedopuszczalnej sekwencji.)

### Samogłoski
W języku funkcjonuje pięć samogłosek
- a — /ɑ/, tylne a
- e — /ɛ/, polskie e
- i — /ɪ/, między polskimi i a y
- o — /o/, wąskie o
- u — /u/, polskie u

### Spółgłoski
Język nie ma spółgłosek /p, t, k, g/, obecnych w większości języków naturalnych świata. Dysponuje za to następującymi fonemami:
- b — /b/
- d — /d/
- m — /m/
- n — /n/
- l — /l/
- r — /ɹ/ jak w angielskim right?
- w — /w/, polskie ł
- y — /j/, polskie j
- h — /h/ jak w angielskim hope
- sh — /ʃ/, polskie sz
- th — /θ/ jak w angielskim think
- zh — /ʒ/, polskie ż
- lh — /ɬ/ jak w walijskim llan

## Morfologia
Láadan jest językiem aglutynacyjnym. W odróżnieniu od wielu języków, gdy płeć osoby/zawodu/funkcji nie jest określona, domyślnie jest to płeć żeńska. Płeć męska jest wskazywana przez sufiks -id, np. thul – „matka/rodzic”, thulid – „ojciec”.